# Събирателно дружество „Братя Цанкови“
Събирателно дружество „Братя Цанкови“ е българско дружество за производство конопени конци и въжета от коноп и материала манила
Създадено е във Варна през 1925 г. като „Братя Цанкови & В. Кисьов“. През 1938 г. става собственост само на братята и променя наименованието си на Събирателно дружество „Братя Цанкови“. През 1947 г. събирателното дружество е национализирано и заедно с дружество „Ст. Кисьов“ образува Държавно индустриално предприятие „Георги Петлешев“.
Архивът му се съхранява във фонд 28К в Държавен архив – Варна. Той се състои от 32 архивни единици от периода 1925 – 1947 г.